# Iso Mällineva - Pieni Mällineva
Iso Mällineva - Pieni Mällineva este o arie protejată (arie specială de conservare — SAC, sit de importanță comunitară — SCI) din Finlanda întinsă pe o suprafață de 676 ha, integral pe uscat.

## Localizare
Centrul sitului Iso Mällineva - Pieni Mällineva este situat la coordonatele 63°58′46″N 24°27′40″E / 63.9794°N 24.4611°E.

## Înființare
Situl Iso Mällineva - Pieni Mällineva a fost declarat sit de importanță comunitară în august 1998 pentru a proteja un număr necunoscut de specii din flora spontană și fauna sălbatică aflate în arealul zonei. Situl a fost protejat și ca arie specială de conservare în aprilie 2015.

## Biodiversitate
Situată în ecoregiunea boreală, aria protejată conține 3 habitate naturale: Turbării active, Turbării Aapa, Mlaștini împădurite.
La baza desemnării sitului se află un număr nedeclarat de specii protejate.
Pe lângă speciile protejate, pe teritoriul sitului au mai fost identificate 1 specie de plante.